# 방사선사
방사선사는 의료기사 중의 하나로, 전리 및 비전리방사선의 취급과 방사성동위원소를 이용한 핵의학적 검사 및 의료영상진단기·초음파진단기의 취급, 방사선기기 및 부속기자재의 선택 및 관리업무에 종사한다.

## 하는 일
방사선사는 방사선 지식을 바탕으로 방사선 검사 및 치료업무를 담당하는 전문직업인이다. 방사선 장비를 조작하여 질병이나 장애가 의심되는 신체 내부기관을 촬영/검사하고, 그 결과를 제공하여 의사의 진단과 치료를 돕는다. 이때, 의사의 지도에 따라 방사선 노출범위와 강도를 조절해야 하며, 검사나 치료를 받지 않는 신체부위가 방사선에 노출되지 않도록 주의해야 한다. 방사선 촬영 결과를 정/분석한 보고서를 의사에게 전달하고, 치료기록을 관리하는 것도 이들의 역할이다. 과거에는 방사선 촬영 후 필름을 현상하고 스캔하여 저장하는 등 결과물 관리가 수작업으로 이뤄졌지만, 최근에는 의료영상저장전송시스템(PACS)에 의해 디지털영상데이터로 관리되고 있다. 대다수의 방사선사는 종합 및 대학병원, 치과병·의원, 종합검진센터 등의 의료기관에 소속되어 일하고 있다. 일반적으로 영상의학과, 방사선종양학과, 핵의학과 등에서 각기 전문영역을 가지고 업무를 수행한다. 영상의학 분야에서 일하는 방사선사들은 X-선 검사, 컴퓨터단층촬영검사(CT), 자기공명영상검사(MRI), 초음파검사, 혈관조영촬영검사 등으로 환자의 상태를 정밀하게 진단해 의사에게 제공한다. 혈관이나 장기의 중재적 시술(외과적인 수술이 아닌 혈관 조영기계, 방사선 투과기계 등의 도움을 얻어 환부를 치료하는 것)을 하기도 한다. 최근에는 영상의학 분야 내에서도 각 영역이 세분화, 전문화되는 추세여서 대형병원에서는 CT, MRI, 초음파 등 전문영역만 담당하는 방사선사들이 늘고 있다. 한편, 방사선을 이용한 치료업무에 직접 관여하는 방사선사(치료방사선사)도 있다. 이들은 주로 방사선종양학과 등에서 일하면서 의사와 함께 치료계획을 세우고, 방사선을 이용하여 암세포를 죽이는 치료를 한다는데, 이때 방사선량을 조절하는 것이 중요하기 때문에 고도의 집중력과 전문성이 필요하다. 또한, 핵의학과에서 일하는 방사선사는 신체 내부기관의 기능을 진단하기 위한 핵의학 검사를 수행한다. 환자에게 방사성의약품을 투여한 뒤, 방사성의약품을 투여한 뒤 감마카메라, 단광자단층촬영장치(SPECT-CT), 양전자단층촬영장치(PET) 등으로 방사성의약품이 이동하는 경로를 추적하여 내장기관 기능의 정상 여부를 판단한다. 예를 들자면, 신장으로 배설되는 방사성의약품을 주사한 후 소변에서 측정되는 방사능의 양으로 신장을 기능을 검사하는 식이다.